# Немачка на Светском првенству у атлетици на отвореном 2013.
Немачка је на Светском првенству у атлетици на отвореном 2013. одржаном у Москви од 10. до 18. августа, учествовала дванаести пут под овим именом, односно учествовала је на свим првенствима од Светског првенства 1991. у Токију до данас. Репрезентација Немачке је пријавила 67 такмичара (35 мушкараца и 32 жене) у 32. атлетских дисциплина (17 мушких и 15 женских).. На Првенству су учествовала само 62 (32 мушкарца и 30 жена).
У репрезентацији је био 7 освајача медаља са Олимпијских игара у Лондону. Двојица аутоматски пласираних без обзира на квалификациону норму као освајачи медаља на последњем Светском првенству 2011.: Давид Шторл (кугла) и Роберт Хартинг (диск) и Зилке Шпигелбург као победница Дијамантске лиге 2012. у скоку мотком.
Од пласираних због повреда нису учествовали: Матијас де Зордо и Џенифер Езер.
На овом првенству Немачка је освојила 7 медаља, четири златне, две сребрне и једну бронзану. Поред тога постављена су 3 национална рекорда сезоне, 8 лична и 8 рекорда сезоне. Овим успехом Немачка атлетска репрезентација је у укупном пласману рангирана на 7 место од укупно 206 земаља учесница. У табели успешности према броју и пласману такмичара који су учествовали у финалним такмичењима (првих 8 такмичара) Немачка је била 4. са 20 финалиста и 102 бода.
| Плас. | Земља   | 1. место | 2. место | 3. место | 4. место | 5. место | 6. место | 7. место | 8. место | Бр. финал. | Бод. |
| ----- | ------- | -------- | -------- | -------- | -------- | -------- | -------- | -------- | -------- | ---------- | ---- |
| 4.    | Немачка | 4        | 2        | 1        | 7        | 2        | 1        | 1        | 2        | 20         | 102  |

## Учесници по дисциплинама
| Дисциплина       | Мушкарци                                                        | Жене                                                                   |
| ---------------- | --------------------------------------------------------------- | ---------------------------------------------------------------------- |
| 100 м            | Јулијан Ројс, Мартин Келер                                      | Верена Зајлер, Татјана Пинто Лофамаканда                               |
| 400 м            | —                                                               | Естер Кремер                                                           |
| 1.500 м          | Карстен Шланген, Homiyu Tesfaye                                 | Дијана Сујев                                                           |
| 5.000 м          | Арне Габијус                                                    | —                                                                      |
| 10.000 м         | —                                                               | Сабрина Мокенхаупт                                                     |
| 100 м препоне    | —                                                               | Надин Хилдебранд                                                       |
| 110 м препоне    | Ерик Балнувајт                                                  | —                                                                      |
| 400 м препоне    | Силвио Ширмајстер                                               | —                                                                      |
| 3.000 м препреке | Штефен Уликцка                                                  | Антје Мелднер-Шмит, Геза Фелицитас Краузе                              |
| 20 км ходање     | Кристофер Линке                                                 | —                                                                      |
| 4 x 100 м        | - Лукас Јакупчик - Sven Knipphals - Јулијан Ројс - Мартин Келер | - Јасмин Квадво - Ина Вајт - Татјана Пинто Лофамаканда - Верена Зајлер |
| 4 x 400 м        | - Давид Голнов - Ерик Кригер - Томас Шнајдер - Јонас Плас       | —                                                                      |
| Скок увис        |                                                                 | Маери-Лорен Јунгфлајш                                                  |
| Скок мотком      | Малте Мор, Рафаел Холцдепе, Бјерн Ото                           | Лиза Рицих, Зилке Шпигелбург, Кристина Гаџијев, Каролин Хингст         |
| Скок удаљ        | Кристијан Рајх, Себастијан Бајер, Алин Камара                   | Малајка Михамбо, Состен Могенара, Лена Малкус                          |
| Бацање кугле     | Давид Шторл,                                                    | Кристина Шваниц, Јозефин Терлецки                                      |
| Бацање диска     | Роберт Хартинг, Кристоф Хартинг, Мартин Вириг                   | Надин Милер, Јулија Фишер                                              |
| Бацање кладива   | Маркус Есер                                                     | Бети Хајдлер, Катрин Клас                                              |
| Бацање копља     | Бернхард Сајферт, Ларс Хаман, Томас Релер                       | Кристина Обергфел, Катарина Молитор, Линда Штал                        |
| Седмобој         | —                                                               | Клаудија Рат, Кира Бизенбах, Јулија Мехтиг                             |
| Десетобој        | Михаел Шредер, Рико Фрајмут, Паскал Беренбрух                   | —                                                                      |

## Освајачи медаља

### Злато (4)
- Рафаел Холцдепе — Скок мотком
- Роберт Хартинг — Бацање диска
- Давид Шторл — Бацање кугле
- Кристина Обергфел — Бацање копља

### Сребро (2)
- Михаел Шрадер — Десетобој
- Кристина Шваниц — Бацање кугле

### Бронза (1)
- Бјерн Ото — Скок мотком

## Резултати

### Мушкарци
| Атлетичар                                                 | Дисциплина       | Лични рекорд | Предтакмичење  | Предтакмичење  | Квалификације         | Квалификације         | Полуфинале            | Полуфинале            | Финале                | Финале       | Детаљи |
| Атлетичар                                                 | Дисциплина       | Лични рекорд | Резултат       | Место          | Резултат              | Место                 | Резултат              | Место                 | Резултат              | Место        | Детаљи |
| --------------------------------------------------------- | ---------------- | ------------ | -------------- | -------------- | --------------------- | --------------------- | --------------------- | --------------------- | --------------------- | ------------ | ------ |
| Јулијан Ројс                                              | 100 м            | 10,08        | слободни       | слободни       | 10,7                  | 5. у гр. 4            | Нису се квалификовали | Нису се квалификовали | Нису се квалификовали | 28 / 75      |        |
| Мартин Келер                                              | 100 м            | 10,07        | слободни       | слободни       | 10,32                 | 5 у гр. 1             | Нису се квалификовали | Нису се квалификовали | Нису се квалификовали | 34 / 75      |        |
| Карстен Шланген                                           | 1.500 м          | 3:33,64      |                |                | 3:40,31               | 5 у гр. 2 КВ          | 3:44,44               | 10 у гр. 1            | Није се квалификовао  | 22 / 37 (38) |        |
| Homiyu Tesfaye                                            | 1.500 м          | 3:34,76      | 3:38,66        | 6. у гр. 3 КВ  | 3:36,51               | 6 у гр. 2 кв          | 3:37,03               | 5 / 37 (38)           |                       |              |        |
| Арне Габијус                                              | 5.000 м          | 13:12,50     | 13:34,26       | 12 у гр. 1     |                       |                       | Није се квалификовао  | 20 / 29 (31)          |                       |              |        |
| Ерик Балнувајт                                            | 110 м препоне    | 13,44        | 13,68          | 5 у гр. 3      | Није се квалификовао  | Није се квалификовао  | Није се квалификовао  | 24 /33 (34)           |                       |              |        |
| Силвио Ширмајстер                                         | 400 м препоне    | 49,15        | Није стартовао | Није стартовао | Није стартовао        | Није стартовао        | Није стартовао        | Није стартовао        |                       |              |        |
| Штефен Уликцка                                            | 3.000 м препреке | 8:22.93      | 8:28,32        | 7 у гр. 2      |                       |                       | Није се квалификовао  | 18 / 35 (41)          |                       |              |        |
| Кристофер Линке                                           | 20 км ходање     | 1:20:41      |                |                |                       |                       |                       |                       | 1:22:36 ЛРС           | 9 / 53 (64)  |        |
| Лукас Јакупчик Sven Knipphals Јулијан Ројс2 Мартин Келер2 | 4 х 100 м        | 38,02 НР     |                |                | 38,13 НРС             | 1 и гр. 3 КВ          |                       |                       | 38,04 НРС             | 5 / 22 (23)  |        |
| Давид Голнов Ерик Кригер Томас Шнајдер Јонас Плас         | 4 х 400 м        | 2:59,86 НР   | 3:02,62 НРС    | 3 у гр. 3      | Нису се квалификовали | Нису се квалификовали | Нису се квалификовали | 12 / 24               |                       |              |        |
| Рафаел Холцдепе                                           | Скок мотком      | 5,91         | 5,55           | 4. у гр. А кв  |                       |                       | 5,89                  |                       |                       |              |        |
| Малте Мор                                                 | Скок мотком      | 5,91         | 5,55           | 2 у гр. А кв   | 5,82                  | 5 / 33 (40)           |                       |                       |                       |              |        |
| Бјер Ото                                                  | Скок мотком      | 6,01 НР      | 5,55           | 4 у гр. Б кв   | 5,82                  |                       |                       |                       |                       |              |        |
| Кристијан Рајх                                            | Скок удаљ        | 8,47         | 8,09           | 1. у гр. А кв  | 8.22                  | 6 / 28 (29)           |                       |                       |                       |              |        |
| Себастијан Бајер                                          | Скок удаљ        | 8,71         | 7,95           | 5. у гр. А кв  | 7,98                  | 9 / 28 (29)           |                       |                       |                       |              |        |
| Алин Камара                                               | Скок удаљ        | 8,29         | 7,77           | 8. у гр. Б     | Није се квалификовао  | 18 / 28 (29)          |                       |                       |                       |              |        |
| Давид Шторл                                               | Бацање кугле     | 21,88        | 20,71          | 3. у гр. Б КВ  | 21,73                 |                       |                       |                       |                       |              |        |
| Мартин Вириг                                              | Бацање диска     | 68,33        | 64.06          | 3. у гр. Б кв  | 65,02                 | 4 / 30                |                       |                       |                       |              |        |
| Роберт Хартинг                                            | Бацање диска     | 70,66        | 66,62          | 1. у др. А КВ  | 69,11                 |                       |                       |                       |                       |              |        |
| Кристоф Хартинг                                           | Бацање диска     | 64,99        | 62,28          | 7 у гр. А      | Није се квалификовао  | 13 / 30               |                       |                       |                       |              |        |
| Маркус Есер                                               | Бацање кладива   | 81,10        | 75,90          | 5 у гр. Б кв   | 76,25                 | 10 /27 (29)           |                       |                       |                       |              |        |
| Ларс Хаман                                                | бацање копља     | 84,20        | 77,10          | 12 у гр. Б     | Није се квалификовао  | 24 / 33               |                       |                       |                       |              |        |
| Томас Релер                                               | бацање копља     | 83,95        | 74,45          | 13 у гр. А     | Није се квалификовао  | 30 / 33               |                       |                       |                       |              |        |
| Бернхард Сајферт                                          | бацање копља     | 82,42        | 80,02          | 8 у гр. А      | Није се квалификовао  | 14 /30                |                       |                       |                       |              |        |

- Атлетичари у штафетама означени бројем 2 су учествовали и у некој од појединачних дусциплина.

Десетобој
| Атлетичар        | Дисциплина | 100 м     | Даљ      | БКу   | Вис      | 400 м     | 110 м пр. | Диск     | СМ      | БКо      | 1.500 м     | Укупно   | Пласман      | Белешка |
| ---------------- | ---------- | --------- | -------- | ----- | -------- | --------- | --------- | -------- | ------- | -------- | ----------- | -------- | ------------ | ------- |
| Михаел Шредер    | Резултат   | 10,73     | 7,85 ЛРС | 14,56 | 1,99 ЛР  | 47,66 ЛР  | 14,29     | 46,44 ЛР | 5,00    | 65,67 ЛР | 4:25,38 ЛРС | 8.670 ЛР |              |         |
| Михаел Шредер    | Бодови     | 922       | 1.022    | 763   | 794      | 926       | 937       | 797      | 910     | 824      | 775         | 8.670 ЛР |              |         |
| Рико Фрајмут     | Резултат   | 10,60     | 7,22     | 14,80 | 1,99     | 48,05 ЛРС | 13,90     | 48,74    | 4,90 ЛР | 56,21    | 4:37,83     | 8.382 ЛР | 7 / 25 (34)  |         |
| Рико Фрајмут     | Бодови     | 952       | 866      | 777   | 794      | 907       | 987       | 844      | 880     | 681      | 694         | 8.382 ЛР | 7 / 25 (34)  |         |
| Паскал Беренбрух | Резултат   | 10,95 ЛРС | 7,19 ЛРС | 15,86 | 1,99 ЛРС | 48,40 ЛР  | 14,46     | 45,66    | 4,70    | 67,07    | 4:37,21     | 8.316    | 11 / 25 (34) |         |
| Паскал Беренбрух | Бодови     | 865       | 886      | 741   | 714      | 763       | 822       | 772      | 760     | 880      | 640         | 8.316    | 11 / 25 (34) |         |

### Жене
| Атлетичарка                                                      | Дисциплина       | Лични рекорд | Квалификације | Квалификације | Полуфинале            | Полуфинале            | Финале                | Финале             | Детаљи                                     |
| Атлетичарка                                                      | Дисциплина       | Лични рекорд | Резултат      | Место         | Резултат              | Место                 | Резултат              | Место              | Детаљи                                     |
| ---------------------------------------------------------------- | ---------------- | ------------ | ------------- | ------------- | --------------------- | --------------------- | --------------------- | ------------------ | ------------------------------------------ |
| Верена Зајлер                                                    | 100 м            | 11,02        | 11,11         | 1. у гр. 1 КВ | 11,16                 | 3. у гр. 1            | Нису се квалификовале | 10 / 44 (46)       |                                            |
| Татјана Пинто Лофамаканда                                        | 100 м            | 11,19        | 11,38         | 4 у гр. 2 кв  | 11,54                 | 8. у гр. 3            | Нису се квалификовале | 24/ 44 (46)        |                                            |
| Естер Кремер                                                     | 400 м            | 51,62        | 52,17         | 7 у гр. 4 кв  | 52,42                 | 8 у гр. 3             | Није се квалификовала | 22 /35 (36)        |                                            |
| Дијана Сујев                                                     | 1.500 м          | 4:05,62      | 4:09,40       | 10 у гр. 3    | Није се квалификовала | Није се квалификовала | Није се квалификовала | 25 /37             |                                            |
| Сабрина Мокенхаупт                                               | 10.000 м         | 31:14,21     |               |               |                       |                       | Није завршила трку    | Није завршила трку |                                            |
| Надин Хилдебранд                                                 | 100 м препоне    | 12,85        | 13,16         | 3. у гр. 1 КВ | 13,04                 | 6. у гр. 1            | Није се квалификовала | 16 / 36 (37)       | Архивирано на веб-сајту (30. октобар 2013) |
| Геза Фелицитас Краузе                                            | 3.000 м препреке | 9:23,52      | 9:42,19       | 6 у гр. 1 кв  |                       |                       | 9:37,11               | 9 / 27 (29)        |                                            |
| Антје Мелднер-Шмит                                               | 3.000 м препреке | 9:18,54      | 9:29.27       | 4. у гр. 2 КВ | 9:34,06               | 8 / 27 (29)           |                       |                    |                                            |
| Јасмин Квадво Ина Вајт Татјана Пинто Лофамаканда2 Верена Зајлер2 | 4 х 100 м        | 41,37 НР     | 42,65 НРС     | 3. и гр. 1 кв | 42,90                 | 4 / 17 (19)           |                       |                    |                                            |
| Маери-Лорен Јунгфлајш                                            | Скок увис        | 1,95         | 1,92          | 6. у гр, Б кв | БП                    | БП                    |                       |                    |                                            |
| Лиза Рицих                                                       | Скок мотком      | 4,65         | 4,55 ЛРС      | 5. у гр. Б кв | 4,55 =ЛРС             | 8 /19 (22)            |                       |                    |                                            |
| Кристина Гаџијев                                                 | Скок мотком      | 4,66         | 4,55          | 4. у гр. А кв | 4.45                  | 10 /19 (22)           |                       |                    |                                            |
| Зилке Шпигелбург                                                 | Скок мотком      | 4,82 НР      | 4,55          | 1 у гр. А кв  | 4,75 ЛРС              | 4 /19 (22)            |                       |                    |                                            |
| Каролин Хингст                                                   | Скок мотком      | 4,72         | 4.45          | 9. у гр. Б    | Није се квалификовала | 17 /19 (22)           |                       |                    |                                            |
| Состен Могенара                                                  | Скок удаљ        | 7,04         | 6,63          | 3 у гр. Б кв  | 6.42                  | 12 / 29 (31)          |                       |                    |                                            |
| Малајка Михамбо                                                  | Скок удаљ        | 6,70         | 6,49          | 8 у др. Б     | Није се квалификовала | 18 / 29 (31)          |                       |                    |                                            |
| Лена Малкус                                                      | Скок удаљ        | 6,76         | 6.49          | 10 у гр. А    | Није се квалификовала | 17 / 29 (31)          |                       |                    |                                            |
| Кристина Шваниц                                                  | Бацање кугле     | 20,20        | 19,18         | 2 у гр. Б4 КВ | 20,41 ЛР              |                       |                       |                    |                                            |
| Јозефин Терлецки                                                 | Бацање кугле     | 18,87        | 17.87         | 6. у гр. А    | Није се квалификовала | 13 / 26 (30)          |                       |                    |                                            |
| Надин Милер                                                      | Бацање диска     | 66,89        | 63,16         | 3. у гр. Б КВ | 64,47                 | 4 / 23 (25)           |                       |                    |                                            |
| Јулија Фишер                                                     | Бацање диска     | 66,04        | 60,09         | 5 у гр. А     | Није се квалификовала | 13 / 23 (25)          |                       |                    |                                            |
| Катрин Клас                                                      | Бацање кладива   | 76,05        | 68,34         | 11. у гр. Б   | Није се квалификовала | 20 / 26 (27)          |                       |                    |                                            |
| Бети Хајдлер                                                     | Бацање кладива   | 79,42 НР     | 68,83         | 9. у гр. А    | Није се квалификовала | 18 / 26 (27)          |                       |                    |                                            |
| Кристина Обергфел                                                | Бацање копља     | 70,20 НР     | 62.36         | 7 Q           | 69,05                 |                       |                       |                    |                                            |
| Линда Штал                                                       | Бацање копља     | 66,81        | 64,51         | 3 КВ          | 64,78                 | 4 / 27                |                       |                    |                                            |
| Катарина Молитор                                                 | Бацање копља     | 64,67        | 60.32         | 8. у гр. Б    | Није се квалификовала | 13 / 27               |                       |                    |                                            |

- Атлетичарке у штафетама означене бројем 2 су учествовале и у некој од појединачних дусциплина.

седмобој
| Атлетичарка   | Дисциплина | 100 м пр. | Вис     | БКу   | 200 м | Даљ           | БКо           | 800 м         | Укупно        | Пласман       | Белешка |
| ------------- | ---------- | --------- | ------- | ----- | ----- | ------------- | ------------- | ------------- | ------------- | ------------- | ------- |
| Кира Бизенбах | Резултат   | 13,88     | 1,71    | 12,91 | НС    | Није завршила | Није завршила | Није завршила | Није завршила | Није завршила |         |
| Кира Бизенбах | Бодови     | 995       | 867     | 721   | 0     | Није завршила | Није завршила | Није завршила | Није завршила | Није завршила |         |
| Јулија Мехтиг | Резултат   | 14,38     | 1,71    | 15,48 | 25,45 | 6,07          | 44,74         | 2:17,28       | 6.021         | 17 / 29 (33)  |         |
| Јулија Мехтиг | Бодови     | 925       | 867     | 893   | 846   | 871           | 758           | 861           | 6.021         | 17 / 29 (33)  |         |
| Клаудија Рат  | Резултат   | 13,55     | 1,83 ЛР | 12,88 | 24,27 | 6,67 ЛР       | 39,04         | 2:06,43       | 6.462         | 4 / 29 (33)   |         |
| Клаудија Рат  | Бодови     | 1.043     | 1.016   | 719   | 955   | 1062          | 649           | 1.018         | 6.462         | 4 / 29 (33)   |         |